# Середньопіднебінні приголосні
Середньопіднебінні приголосні (теж середньоязичні приголосні; палаталізовані приголосні), утворюються тертям видихового струму повітря об хребет язика й тверде піднебіння (й, південно-західний позиційний варіант х, шелесні ш, ж), проривом зімкнення й тертям (африкати ч, дж) чи перед і, е, и проривом зімкнення (південно-західні позиційні варіанти к', ґ’ / до к, ґ чи до т', д'); й внаслідок поширеної щілини й послабленого тертя набирає характеру нескладового голосного і з діалектною тенденцією до занику поміж голосними в закінченевих морфемах гол. прикметника (півд.-зах. — доброю — дóброў), ш, ж, ч, дж належать до іст. і функційно — щодо їх сполук з аломорфами закінчень — м'яких фонем (ножéм: колóм, душéю: рукóю); вони м'які по карп. говірках; у м'яких варіантах виступають ш, ж, ч як фонетично довгі чи подвоєні на шві кореневих і флексійних морфем перед а, у (Запоріжжя, піддашшя, піччю), а довгі тверді ш, ж, ч ще й на шві префіксних і кореневих морфем (зшити, зжати, відчинити).